# 库唐松
库唐松（法語：Coutençon，法語發音：[kutɑ̃sɔ̃] ⓘ）是法国塞纳-马恩省的一个市镇，属于普罗万区。

## 地理
库唐松（48°28'16"N, 2°59'46"E）面积6.23 平方千米，位于法国法蘭西島大區塞纳-马恩省，该省份为法国北部内陆省份，北起瓦兹省，西接埃松省、马恩河谷省、塞纳-圣但尼省和瓦兹河谷省，南至卢瓦雷省，东南接约讷省，东临马恩省和奥布省，东北接埃纳省。
与库唐松接壤的市镇（或旧市镇、城区）包括：拉沙佩勒拉布莱、萨兰、博尔德新城、布里地区拉瓦勒、蒙蒂尼朗库。

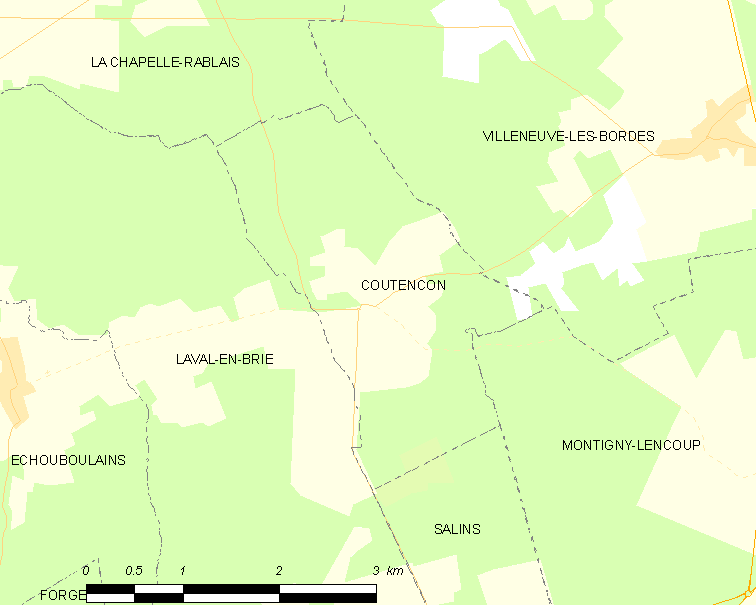
库唐松的OSM定位图

库唐松的时区为UTC+01:00、UTC+02:00（夏令时）。

## 行政
库唐松的邮政编码为77154，INSEE市镇编码为77140。

## 政治
库唐松所属的省级选区为普罗万县。

## 人口

1962-2008年间库唐松人口变化图示

库唐松于2022年1月1日时的人口数量为265人。